# Peralta d'Alcofeya
Peralta d'Alcofeya (aragonès) oficialment Peralta de Alcofea (castellà) és un municipi aragonès situat a la província d'Osca i enquadrat a la comarca del Somontano de Barbastre.
La temperatura mitjana anual és de 14° i la precipitació anual, 450 mm.

## Entitats de població
Les entitats de població del terme són:
- Lagunarrota. L'any 2009 tenia 109 habitants.[2]
- El Tormillo. L'any 2009 tenia 81 habitants.[3]